# Robert James Massar
Robert James Massar (* 15. März 1915 in Mount Vernon, Washington; † 11. Juni 2002 in New York City) war ein US-amerikanischer Architekt und Architekturfotograf. Robert J. Massar war bekannt für seine präzisen und ausgewogenen fotografischen Kompositionen, die den Modernismus und die architektonischen Entwicklungen im pazifischen Nordwesten dokumentierten. Seine Arbeiten trugen wesentlich zur Archivierung und Wertschätzung der regionalen Architektur bei.

## Leben
Nach seinem Abschluss in Architektur an der University of Washington 1940 arbeitete Massar zunächst als Architekt und arbeitete in den 1940er Jahren mit Philip A. Moore im Architekturbüro Moore and Moore in Bellevue, Washington zusammen. Gemeinsam mit Phyllis Dearborn gründete er das Fotostudio Dearborn-Massar, das sich auf Architekturfotografie spezialisierte. Beide lebten in Seattle und New York. Im Sommer fotografierten sie im Westen und kehrten im Winter nach New York zurück. Zwischen 1943 und 1963 dokumentierten sie intensiv die Architektur des pazifischen Nordwestens der USA, insbesondere den regionalen Modernismus, bekannt als Northwest Contemporary Style. Ihr Werk umfasst Fotografien von Werken prominenter Architekten wie Ralph Anderson, Pietro Belluschi, J. Lister Holmes, Paul Hayden Kirk, Victor Steinbrueck, Roland Terry und Paul Thiry. Ihre fotografische Sammlung, die etwa 6000 Fotografien und Fotonegative sowie 400 Dias umfasst, befindet sich in der University of Washington Libraries.

### Fotosammlung zur Architektur im pazifischen Nordwesten
Die Originalsammlung befindet sich als Dearborn Massar Collection Nr. 251 in der Abteilung für Spezialsammlungen der University of Washington Libraries. Liste der Architekten (Datenbank mit Fotos):
- Ralph Anderson
- Anderson and Benedict
- William J. Bain
- Bain and Overturf
- Bassetti and Morse
- Pietro Belluschi (1899–1994)
- Bindon, Wright, Skidmore, Owings and Merrill
- Albert Bumgardner
- Ralph Burkhard
- Chiarelli and Kirk
- Sidney Cohn
- Mary Lund Davis (1922–2008)
- Robert H. Dietz
- Seth Fulcher
- James Gardiner
- Roger Gotteland
- John Graham
- Grant, Copeland and Chervenak
- J. Lister Holmes (1891–1986)
- Holmes and Associates
- John T. Jacobsen
- Perry Johanson (1910–1981)
- Paul Hayden Kirk (1914–1995)
- Paul Hayden Kirk and Victor Steinbrueck
- Kirk, Wallace and McKinley
- Klontz and Wrede
- Wendell Lovett (1922–2016)
- Manchester-Pierce
- Jack F. McClellan
- David A. McKinley
- Mithun and Nesland
- Moore (Bliss) and Associates
- Naramore, Bain, Brady and Johanson
- Harrison Overturf
- Burr Richards
- Richards and Carmin
- John Ridley
- John A. Rohrer
- Charles Ross
- John R. Sproule
- Victor Steinbrueck (1911–1985)
- Stewart-Herman
- George W. Stoddard
- Ellsworth P. Storey (1879–1960)
- Roland Terry (1917–2006)
- Terry and Moore
- Terry and Associates
- Paul Thiry (1904–1993)
- Tucker and Shields
- Tucker, Shields and Terry
- Tucker, Shields, Terry, Wimberly and Cook
- Waldron and Dietz
- Donald Williams
- Young and Richardson